# El Hijo del Santo
Jorge Ernesto Guzmán Rodríguez, mer känd under sitt artistnamn El Hijo del Santo, född 2 augusti 1963, är en mexikansk luchador (fribrottare) och skådespelare. Som namnet antyder är han även son till El Santo, en av de mest populära fribrottarna i Mexiko genom tiderna. Han var den enda av El Santo's 10 söner som också blev fribrottare.
El Hijo del Santo började sin karriär i ringen år 1982 och har sedan dess brottats i en rad förbund, däribland Lucha Libre AAA Worldwide (AAA) och Consejo Mundial de Lucha Libre (CMLL). I AAA bildade han ett lag tillsammans med Eddie Guerrero,  La Pareja Atomica. Efter att ha gått över till CMLL 1995 gick han först en lång serie matcher mot Negro Casas som avslutades vid CMLL:s 64-årsjubileum den 19 september 1997 då El Hijo del Santo besegrade Negro Casas i en insatsmatch, en så kallad Lucha de Apuestas. Han skulle senare komma att bilda ett lag med Negro Casas, och de var mycket framgångsrika fram tills att El Hijo del Santo lämnade förbundet år 2006.
Han är även känd som grundare och ägare till det mindre fribrottningsförbundet Todo x el Todo. Utanför fribrottningen är han också politiskt aktiv som djurskyddsaktivist i Mexiko.